# Joan Ferrer
Joan Ferrer, també conegut amb l’àlies de Gargallo, fou un organista i compositor de la primera meitat del segle XVI. Cal dir que identifiquem aquest personatge històric amb Johannes Ffarer, autor de Domine non secundum del Cancionero Musical de Segovia.
Joan Ferrer començà com a organista a la catedral de Tarragona el 26 de març de 1505. Temps més tard, es convertí en organista de la seu de Vic. Allà fou acusat d’excomunió pels canonges que administraven els Aniversaris de la seu vigatana. Finalment, l’acusació va descartar-se.
Entre l’any 1513 i 1517 assumí el magisteri de cant de la catedral de Barcelona i entre el 1515 i el 1536 l’organista. Gabriel Terrassa fou el seu antecessor en el magisteri de l’orgue i Pere Alberch, àlies Vila, el seu predecessor. El fet que Joan Ferrer portés ambdós magisteris durant dos anys palesa la capacitat i habilitat musicals del compositor. Tant és així, que en els documents respectius als salaris del mestre es pot apreciar la gran consideració musical que es tenia d’ell. No obstant, degut a la quantitat de feina que representava portar els dos càrrecs, Antoni Salvat substituí al mestre Ferrer en el magisteri de cant.
Entre el setembre de 1529 i l’abril de 1531, Ferrer patí problemes de salut que l’impediren sonar els orgues de forma regular. Miquel Sants i Lluís Vassallo supliren a Ferrer en certs moments d’aquest període. Cap al 1533 la salut del mestre empitjorà considerablement i Pere Ortiz i Joan Conjunta reemplaçaren a Ferrer successivament. Finalment, Joan Ferrer morí cap a l’any 1536 i Pere Alberch ocupà el seu càrrec com a mestre de l’orgue.

## Obres
Solament s'ha conservat el motet a 4 veus Domine non secundum del Cancionero Musical de Segovia. Aquesta motet, juntament amb el Conditor alme siderum de Marturià Prats, conformen un testimoni de polifonia catalana de primer ordre.